# Белый дом (Бишкек)
Белый дом — официальная резиденция президента и парламента Киргизской Республики в столице страны Бишкеке. Белый дом был местом массовых беспорядков во время революций 2005 и в 2010 годов. Во время бунтов в 2010 и в 2020 году вспыхнул пожар, повредивший и уничтоживший часть государственных архивов. В настоящее время в Белом доме заседают депутаты республиканского парламента.
Общая площадь здания — 15 000 м², на которых, в частности, располагались 236 кабинетов и зал пленарных заседаний на 650 человек, 10 пассажирских и 5 грузовых лифтов, две столовые, две намазканы, аптека, медпункт, почта, авиакассы, пресс-центр, 66 санузлов.

## История
Семиэтажное административное здание в стиле модернизм было построено в 1985 году для Центрального комитета Коммунистической партии Киргизской ССР и республиканского Совета министров Киргизской ССР. Проектировали его сотрудники института «Фрунзегорпроект». Главными архитекторами были Александр Зусик, Рафгат Мухамадиев, Урмат Алымкулов, Олег Лазарев и Сапарбек Султанов. Прототипом послужило Здание Госплана в Москве, в котором ныне располагается Государственная Дума России. На строительство Москва выделила 10 млн рублей в качестве подарка к 55-летию победы в Великой Отечественной войне и признания вклада жителей города Фрунзе в борьбу с немецко–фашистскими захватчиками. Денег не хватило и здание достраивали за счёт республиканского бюджета.
Снаружи Белый дом облицован мрамором Чичканского месторождения. В здании имелся зимний сад с экзотическими птицами и растениями. На передней части Белого дома располагался герб Киргизской ССР, позднее заменённый на герб Киргизской республики. В передней части здания находится большая кровать с красными цветами, представляющая киргизско-советские связи.
Для возведения гигантского здания пришлось снести несколько новых многоэтажных жилых домов и административных зданий, часть парка имени Панфилова, городской стадион, Летний театр, гостиницу «Киргизия» и Дом офицеров.
В первой половине 1990-х годов в Белом доме заседал «легендарный парламент». Такое название получил Верховный Совет Кыргызстана 12-го созыва, принявший 31 августа 1991 года «Декларацию о государственной независимости Республики Кыргызстан». После 1995 года парламент переехал в другое здание и вернулся в белый дом только после апрельской революции 2010 года.

## Тюльпановая революция
«Тюльпановая революция» в конечном счёте привела к свержению Президента Аскара Акаева и его правительство. В четверг, 24 марта 2005 года акции протеста перекинулись в Бишкек, где десятки тысяч людей собрались перед Белым домом. Когда силы безопасности и проправительственные провокаторы начали избивать несколько молодых демонстрантов, основная толпа сомкнула ряды, большое количество людей пронеслось мимо силовиков и ворвалось в штаб-квартиру правительства. Позже найденный компромисс был согласован между демонстрантами и сотрудниками службы безопасности, были установлены государственные обязанности, а кавалерия разогнала толпу. Президент Акаев использовал этот момент и бежал с семьей на вертолёте в Казахстан, откуда затем вылетел в Москву.

## Акции протеста в 2010 году

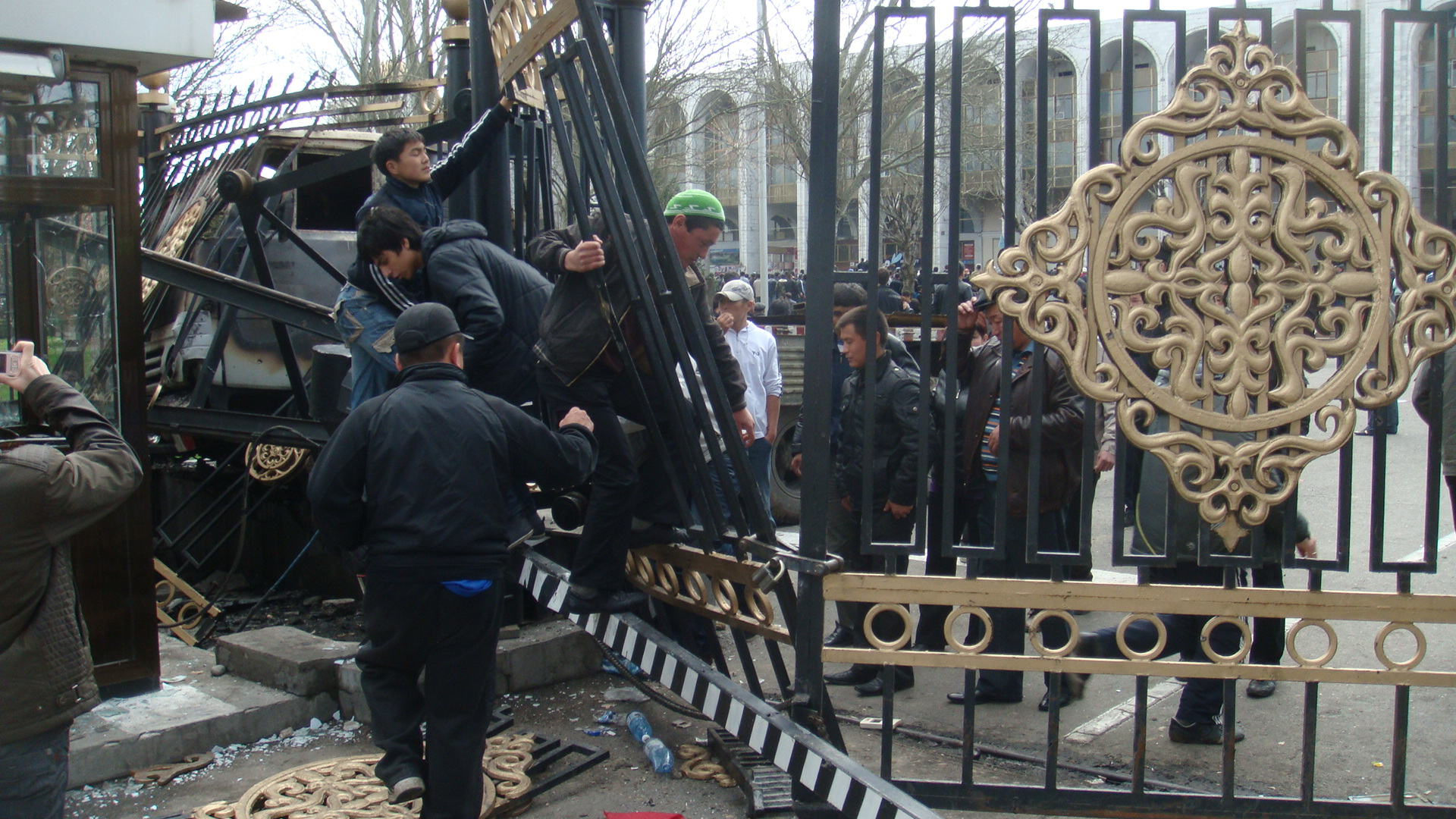
Проникновение граждан в Белый дом после протестов в Бишкеке 7 апреля

В 2010 году здание стало центром новой революции. 7 апреля митингующими в Бишкеке была заполнена площадь Ала-Тоо. Они окружили Белый дом. Полиция сначала использовала нелетальные методы — слезоточивый газ, но после того, как два грузовика попытались протаранить ворота, применили огнестрельное оружие. По крайней мере сорок один протестующий был убит в ходе последующего противостояния. После того, как волна протестов схлынула, здание было занято временным правительством. Во время беспорядков здание охватил пожар, который уничтожил государственные архивы и записи, которые были размещены там. Это разрушение скорее всего усложнит преследование бывшего президента Курманбека Бакиева.